# Przeciąganie liny
Przeciąganie liny – dyscyplina sportu polegająca na ciągnięciu liny, przez dwie drużyny, w dwa przeciwne kierunki. Popularna w Europie i USA na przełomie XIX i XX wieku.
Przeciąganie liny było rozgrywane na igrzyskach olimpijskich pięć razy (w latach 1900–1920). Początkowo, w latach 1900, 1904, 1908, stanowiło jedną z konkurencji lekkoatletycznych, natomiast w 1912 i 1920 roku było traktowane jako osobna dyscyplina sportu.